# Akiko Kawase (Synchronsprecherin)
Akiko Kawase (jap. 川瀬 晶子, Kawase Akiko; * 29. Juni 1980 in der Präfektur Tokio, Japan) ist eine japanische Synchronsprecherin (jap. Seiyū).

## Leben
Sie studierte Politologie an der juristischen Fakultät der Keiō-Universität. Ihre Ausbildung zur Synchronsprecherin machte sie an der Tōkyō Announce Academy. Sie arbeitete dann für die Agentur Bow Company, die sich 2007 in Yellow umbenannte/umorganisierte.
Zusammen mit ihrer Agenturkollegin Yuka Okada (岡田 優香) bildet sie das Gesangsduo Ciao.

## Rollen (Auswahl)
- Aishiteruze Baby als Nattsu
- Astro Boy (2003) als Yūko Kisaragi
- Black Jack als Kumiko Honma
- Black Jack: Futari no Kuroi Isha als Kumiko Honma
- Coyote Ragtime Show als July
- Hoop Days als Mai Moritaka
- Koi Koi 7 als Miyabi Tsukuyomi
- Ryūsei Sentai Musumet als Aoi Mishina

## Diskografie
- Solo:
  - Ai no Hane (愛の羽根): Single vom 27. April 2005 zu Koi Koi 7
  - Mure ni Kaerenai Tori (群れに帰れない鳥): Mini-Album vom 22. Juni 2005 zu Koi Koi 7
- Ciao:
  - Kiseki no Uta (奇跡のうた): Single vom 21. November 2007